# Theodor von Troschke
Pour les autres membres de la famille, voir Famille von Troschke.
Karl Wilhelm August Theodor baron von Troschke, né le 13 mars 1810 à Berlin et mort le 11 février 1876 dans la même ville, est un lieutenant général prussien.

## Biographie

### Origine
Theodor est membre de la famille noble baronniale prussienne von Troschke. Ses parents sont le général de division prussien Ernst Friedrich von Troschke (de) (1741-1809) et sa troisième épouse Juliane Henriette Wilhelmine, née von Luck (1771-1826). Elle est la sœur du général d'infanterie prussien Hans von Luck (1775–1859). Le lieutenant général prussien Ernst Maximilian von Troschke (1780-1847) est son frère.

### Carrière
Troschke commence sa carrière en 1820 en tant que cadet à Potsdam et est transféré à Berlin en tant que tel en 1823. Il est promu sous-lieutenant en 1827 et est agrégé dans la brigade d'artillerie de la Garde, où il est classé en 1829. De 1833 à 1836, il est affecté à l'école générale de guerre et de 1837 à 1839 au bureau topographique. Sa promotion au grade de premier lieutenant dans la 4e brigade d'artillerie en 1839. En 1840, il est affecté pendant quelques mois à la section du génie de la Garde et, en 1841, d'abord au bureau trigonométrique puis à l'état-major général. En 1842, il est promu capitaine à l'état-major du 3e corps d'armée et en 1846 major dans l'état major du 1er Ccorps d'armée . En 1848, Troschke devient commandant de section de la 2e brigade d'artillerie. En 1853, il est promu lieutenant-colonel et en 1854, il devient commandant du 1er régiment d'artillerie de campagne. Après cela, il est promu colonel en 1854 et général de division et brigadier en 1858. En 1857, il devient directeur de l'École combinée d'artillerie et du génie, membre de la Commission supérieure d'études militaires et de la Commission d'examen de l'artillerie.
Troschke reçoit l'ordre de l'Aigle rouge de 2e classe en 1859 avec feuilles de chêne, auquel il ajoute l'étoile en 1861. Il devient en outre membre de la commission d'examen des premiers lieutenants d'artillerie. En 1860, il reçoit la croix de commandeur de première classe de l'ordre hanovrien de Guelfes et la croix de grand commandeur honoraire de l'ordre de la maison d'Oldenbourg. Il devient membre de la Commission générale des ordres en 1862 et est promu lieutenant général en 1863.
Troschke reçoit son congé en 1865 et, à cette occasion, la croix de commandeur de l'ordre de la Maison royale de Hohenzollern. Néanmoins, il reste membre votant du Comité général d'artillerie et de la Commission générale des ordres. Avec l'approbation royale, il est nommé par la ville de Gartz en 1867 comme candidat au Reichstag de la Confédération de l'Allemagne du Nord. Troschke a travaillé comme auteur d'édition d'histoire militaire tout au long de sa vie. Il est enterré dans l'ancien cimetière Saint-Matthieu.

### Famille
Troschke se marie avec Laura Krause (1825-1894) à Berlin en 1843. Le mariage donne naissance à une fille et deux fils :
- Ernst August Hans Karl (né le 28 mars 1846)
- Martha Caecilie Auguste (née le 14 décembre 1847)
- Karl August Théodore (né le 25 octobre 1851)

## Travaux
- Friedrich des Grossen Jugendjahre: ein Beitrag zur Gedächtnissfeier des Helden. Berlin 1840 (unter dem Pseudonym Theodor Posthumus).
- Aus dem Leben des General v. Luck. Berlin 1863.
- Die Beziehungen Friedrichs des Großen zu seiner Artillerie. Berlin 1865 (Digitalisat auf Google Books).
- Ernst Siegfried Mittler: Ein Lebensbild. Berlin 1870, (Digitalisat auf Google Books).
- Die Militär-Literatur seit den Befreiungskriegen, mit besonderer Bezugnahme auf die Militär-Literatur-Zeitung während der ersten 50 Jahre ihres Bestehens von 1820 bis 1870. Berlin 1870 (Digitalisat auf Google Books).
- Das eiserne Kreuz. Berlin 1871 (Digitalisat)
- Geschichte des Ostpreußischen Artillerie-Regiments Nr. 1. 1872.
- Der preußische Feldzug in Holland 1787. Berlin 1875.
- Anleitung zum Studium der Kriegsgeschichte. Berlin 1876, (Digitalisat auf Google Books).